# Emili Vendrell
Emilio Vendrell i Ibars (Barcelona, 23 de enero de 1893 — 1 de agosto de 1962) fue un destacado tenor español e intérprete de canciones populares catalanas. Frecuentó en los escenarios líricos de España, Francia, Inglaterra e Italia, en Europa, y en América Latina, llevando a cabo una excelente labor de divulgación de la canción tradicional de Cataluña en directo y a través de la radio y de los registros fonográficos.

## Biografía
Habiendo sido albañil antes de su entrada en los escenarios, fue formado en el Orfeón Catalán, al cual accedió en 1911 teniendo como maestro a Lluís Millet, actuó en el teatro lírico con la interpretación de zarzuelas. 
De su repertorio en ese tiempo destacan Doña Francisquita de Amadeo Vives, la cual interpretó en más de mil ocasiones, y Canción de amor y de guerra de Martínez i Valls.
También interpretó, como solista, la Novena sinfonía de Beethoven, Las estaciones de Haydn y el Evangelista de la Pasión según San Mateo de Bach. Pasó a la historia con Pel teu amor (Rosó), de José Ribas Gabriel en 1922, L'emigrant con letra de Jacinto Verdaguer y música de Amadeo Vives y otros temas como Per tu ploro y La Balenguera, interpretando, asimismo, canciones propias de la Renaixença catalana. Los días 12, 13 y 20 de junio de 1924, acompañado de Josep Férnandez, Ricard Fusté, Conchita Callao, Conchita Corominas y Canut Sabat, bajo la dirección del maestro Antoni Capdevila, cantó Lohengrin de Wagner en el Teatro Tívoli de Barcelona.
Su hijo Emili Vendrell Coutier (1924-1999) también se dedicó a la canción con el nombre artístico de Emilio Vendrell (hijo).